# Банк Даляня
Банк Даляня (кит. 大连银行) - комерційний банк зі штаб-квартирою в Даляні, Ляонін, КНР. Заснований в 1998 як Даляньський Міський Комерційний Банк, маючи відділення лише в Даляні, але змінив назву на Даляньський Банк в 2007 і відкрив відділення в Тяньцзіні та Пекіні. 